# Jimmy Arias
James Arias, detto Jimmy (Buffalo, 16 agosto 1964), è un ex tennista statunitense.

## Biografia
Talento precocissimo, ha debuttato nel circuito professionistico nel 1980, a soli 16 anni.
Il suo miglior risultato in singolare in un torneo del Grande Slam è la semifinale dello US Open, raggiunta nel 1983. Ha invece vinto il Roland Garros nella specialità del doppio misto nel 1982, in coppia con Andrea Jaeger.
Complessivamente in carriera ha vinto 5 tornei.

## Statistiche

### Singolare

#### Vittorie (5)
| Legenda                                       |
| Grande Slam                                   |
| Tennis Masters Cup / ATP World Tour Finals    |
| Super 9 / Master Series (1)                   |
| ATP Championships / International Series Gold |
| World Series / International Series (4)       |

| Nº | Data              | Torneo                                            | Superficie  | Avversario della finale | Risultato          |
| -- | ----------------- | ------------------------------------------------- | ----------- | ----------------------- | ------------------ |
| 1. | 24 ottobre 1982   | Japan Open Tennis Championships, Tokyo            | Terra rossa | Dominique Bedel         | 6-2, 2-6, 6-4      |
| 2. | 15 maggio 1983    | ATP Firenze, Firenze                              | Terra rossa | Francesco Cancellotti   | 6-4, 6-3           |
| 3. | 22 maggio 1983    | Internazionali d'Italia, Roma                     | Terra rossa | José Higueras           | 6-2, 6-7, 6-1, 6-4 |
| 4. | 7 agosto 1983     | U.S. Men's Clay Court Championships, Indianapolis | Terra rossa | Andrés Gómez            | 6-4, 2-6, 6-4      |
| 5. | 18 settembre 1983 | Campionati Internazionali di Sicilia, Palermo     | Terra rossa | José Luis Clerc         | 6-2, 2-6, 6-0      |

#### Finali perse (11)
| Legenda                                           |
| Grande Slam (0)                                   |
| Tennis Masters Cup / ATP World Tour Finals (0)    |
| Super 9 / Master Series (1)                       |
| ATP Championships / International Series Gold (0) |
| World Series / International Series (10)          |

| Nº  | Data            | Torneo                                            | Superficie  | Avversario della finale | Risultato          |
| --- | --------------- | ------------------------------------------------- | ----------- | ----------------------- | ------------------ |
| 1.  | 25 luglio 1982  | Legg Mason Tennis Classic, Washington (1)         | Terra rossa | Ivan Lendl              | 3-6, 3-6           |
| 2.  | 9 agosto 1982   | U.S. Men's Clay Court Championships, Indianapolis | Terra rossa | José Higueras           | 5-7, 7-5, 3-6      |
| 3.  | 17 luglio 1983  | U.S. Pro Tennis Championships, Boston             | Terra rossa | José Luis Clerc         | 3-6, 1-6           |
| 4.  | 24 luglio 1983  | Legg Mason Tennis Classic, Washington (2)         | Terra rossa | José Luis Clerc         | 3-6, 6-3, 0-6      |
| 5.  | 5 maggio 1985   | Alan King Tennis Classic, Las Vegas               | Cemento     | Johan Kriek             | 6-4, 3-6, 4-6, 2-6 |
| 6.  | 26 maggio 1985  | ATP Firenze, Firenze                              | Terra rossa | Sergio Casal            | 6-3, 3-6, 2-6      |
| 7.  | 20 ottobre 1985 | Japan Open Tennis Championships, Tokyo            | Cemento     | Scott Davis             | 1-6, 6-7           |
| 8.  | 26 aprile 1987  | Monte Carlo Open, Monte Carlo                     | Terra rossa | Mats Wilander           | 6-4, 5-7, 1-6, 3-6 |
| 9.  | 1º maggio 1988  | U.S. Men's Clay Court Championships, Charleston   | Terra rossa | Andre Agassi            | 2-6, 2-6           |
| 10. | 7 gennaio 1990  | Next Generation Adelaide International, Adelaide  | Cemento     | Thomas Muster           | 6-3, 2-6, 5-7      |
| 11. | 12 maggio 1991  | U.S. Men's Clay Court Championships, Charlotte    | Terra rossa | Jaime Yzaga             | 3-6, 5-7           |

### Doppio

#### Finali perse (1)
- 1986: Tokyo Outdoor (con Greg Holmes)